# 広島城北中学校・高等学校
広島城北中学校・高等学校（ひろしまじょうほくちゅうがっこう・こうとうがっこう）は、広島県広島市東区に所在し、中高一貫教育を提供する私立男子中学校・高等学校。

## 概要
1961年に開校した男子校である。建学の精神として、「英才教育の徹底」「道徳教育の徹底」「錬身教育の徹底」の3つを掲げており、学不厭、教不倦（学んで厭かず、教えて倦まず）を校是としている。2023年度より「城北スピリット」というテーマを掲げている。
制服はファスナー留め蛇腹の黒詰襟学生服。
学校関連の行事としては、6月下旬の中学校運動会・高校体育祭、9月下旬に行われる文化祭などがある。
2017年度から、生徒各自に授業で使用するiPadが配布されている。
高等学校では特別進学コースが設置されている。
2021年度から、医学科進学コースが設置されている。
2023年から高校からの生徒募集を一新する。

## 沿革
- 1960年　広島鯉城学園設置。
- 1961年　鯉城中学校開校。（のちに「広島鯉城中学校」に改称）
- 1962年　学園名を鯉城学園と変更。寄宿舎（木造モルタル2階建て）完成。
- 1963年　鯉城高等学校開校。学園名を角谷学園と変更（専務理事の角谷から取られた名称）。 高校用寄宿舎（木造モルタル2階建て）完成。
- 1964年　山紫寮（鉄筋4階建て100室）完成。
- 1967年　法人名を「学校法人広島城北学園」、学校名を「広島城北高等学校」、「広島城北中学校」に改称し、学園創立記念日を10月11日に改定。学園名を現在の広島城北学園に変更。
- 1985年　新体育館（鉄筋2階地下3階建て）完成。
- 2005年　新校舎完成。
- 2007年　新山紫寮（鉄筋コンクリート7階建て）完成。
- 2016年　鯉昇館（鉄筋コンクリート3階建て）完成。
- 2024年図書館がリニューアル

## 学校行事
- 始業式
- 遠足
- 運動会（体育祭）
- 文化祭
- 林間学校
- 修学旅行
- 一部の学生の海外留学
- 卒業式

## 学校生活
生徒に配布されているiPadを使った授業がある。
昼休憩には学食の利用ができ、放送部がリクエストされた音楽などを放送をしている。
通学負荷を軽減するためスクールバスが運行され、学期定期券を購入した生徒が利用できる。横川駅便のほか春日野団地方面からの便がある。

## 部活動
運動部には硬式野球部、少林寺拳法部、剣道部、ワンダーフォーゲル部、アメリカンフットボール部、自転車競技部など、文化部には鉄道研究部、囲碁将棋部、吹奏楽部、美術部、写真部、国際部、放送部などがある。
申請すると同好会を設立することができ、同好会で一年活動し結果を残すと部にできるが申請する生徒が少なく、非公認で活動する部もある。
自転車競技部、少林寺拳法部、バドミントン部はインターハイに多く出場している。
また、文化部では2016年に鉄道研究部が鉄道模型コンテストで高校生モジュール部門において文部科学大臣賞を受賞し、2019年にも鉄道模型コンテストで同賞を受賞している。また同部門で2022年に理事長特別賞を受賞している。
COVID-19流行を皮切りに、放送部がYouTubeやzoomを使用し行事の映像配信を行っている。

## 学校施設
管理棟・西棟・東棟・北棟・芸術棟・鯉昇館の6棟の校舎と体育館、および山紫寮で構成されており、各棟の間は連絡橋などで結ばれている。管理棟・西棟・東棟・芸術棟は当学園創立40周年記念事業として2001年から2004年にかけて建て替えられたものである。鯉昇館はメイプルホール（多目的ホール）、ディスカバリー（ラーニング・コモンズ施設）、錬身（れんしん、武道場）を有している。

## 国際交流
1981年以来、アメリカ・イギリス・オーストラリアなどの学校と連携し、主に中3・高1の生徒の交換留学などの交流を実施している。
- 1981年 - ブルースター高校（米）との間で姉妹校協定を締結、交換留学を開始。
- 2003年 - ヤラバレーグラマースクール（豪）との間で姉妹校協定を締結。
- 2010年 - 啓聖高等学校（朝鮮語版）（韓）との間で姉妹校協定を締結。

## 併設校
- JOHOKUこどもアカデミー : 認定子ども園。[13]
- 広島城北小学校 : 1992年より休校。

## 著名な関係者

### 出身者
スポーツ
- 今中大介（元自転車ロードレース選手）
- 西村了（プロボウラー）
- 桧井保孝（レーシングドライバー）
- 平川亮（レーシングドライバー）
- 佐々木伸次朗（柔道家）
- 長谷川勇基（車いすラグビー）

放送
- 石田一洋（関西テレビアナウンサー）
- 岡田考平（東海テレビ放送アナウンサー）
- 松井礼明（福岡放送アナウンサー）

文化・芸能
- エドツワキ（イラストレーター）
- 立花文穂（グラフィックデザイナー）
- 利根健太朗（声優）
- 戸田康平（シンガーソングライター・歯科医）
- 佐藤信介（映画監督・脚本家）
- 吉田健悟（俳優）
- 山本尚志（書家）

その他
- 林谷浩二（元検察官）
- 坂井豊貴（経済学・慶應義塾大学教授）
- 吉村昇洋（曹洞宗八屋山普門寺副住職・相愛大学非常勤講師）
- 松田雄一（国語教育家）

### 教員・指導者
- 岡光龍三（元サッカー選手、元本校サッカー部コーチ）